# جورج د. هارت
جورج د. هارت (بالإنجليزية: George D. Hart)‏ هو سياسي أمريكي، ولد في 7 ديسمبر 1846 بمالدن في الولايات المتحدة، وتوفي في 24 فبراير 1932 في نفس البلد.